# عبدالقدوس حمیدی
انجینر عبدالقدوس حمیدی وزیر فوائد عامه دولت جمهوری اسلامی افغانستان می‌باشد.

## زندگی‌نامه
انجینر عبدالقدوس حمیدی فرزند عبدالحمید در سال ۱۳۳۵ شمسی در شهر شبرغان مرکز ولایت جوزجان چشم به جهان گشود.
دوره مکتب را از ابتدایه الی لیسه، در لیسه عالی ابن الیمین شهر شبرغان به اتمام رسانید و در سال ۱۳۵۸ شمسی از بخش تکنولوژی شیمیایی به سویه فوق لیسانس فارغ و به عنوان مهندس به ریاست عمومی مواد نفتی و گاز مایع وزرات تجارت ایفا وظیفه نمود.
در سال ۱۳۶۲ شمسی موفق به اخذ ماستری از انستتیوت پولیتخنیک کابل گردید و بعداً موصوف در مربوطات وزارت شهرسازی و مسکن (وزارت انکشاف شهری فعلی) بحیث آمر عمومی دستگاه مولد حرارت معادن فنی و بعد رئیس عمومی تدویر و مراقبت مکرویان‌ها و همچنان بعد از وقت (پارت تایم) در شرکت کوکاکولا به بست‌های مختلف آن شرکت الی مرتبه سرانجینراجرا وظیفه نموده‌است.
مدتی به حیث استاد در پوهنتون بلخ و بعد در سال ۱۳۸۳ شمسی به حیث معاون تصدی فابریکات کودبرق مزارشریف و سپس دو دوره بحیث رئیس آن تصدی و در سال ۱۳۸۳ شمسی الی ۱۳۸۴ شمسی به سمت رئیس تفحص نفت و گاز شمال ایفا وظیفه نموده و بعداً در سال ۱۳۸۵ شمسی به سمت مشاور وزیر معادن جمهوری اسلامی افغانستان و از تاریخ ۲۸ میزان سال ۱۳۸۵ شمسی منحیث معین تنظیم امور سکتوری وزارت معادن ایفای وظیفه می‌نمود.
وی از تاریخ ۹ سرطان ۱۳۸۹ بدین سو به سمت وزیر فوائد عامه دولت جمهوری افغانستان ایفائی وظیفه می‌نماید.
وی به زبان‌های دری، پشتو، ازبکی و ترکمنی تسلط داشته و به زبان‌های انگلیسی و روسی آشنایی دارد.

## فعالیت‌های علمی
تعین مقدار مولبدنیم در احجار معدنی افغانستان یکی از کارهای علمی و تحقیقی است که در سال ۱۳۶۲ شمسی در کنفرانس علمی استادان انستتیوت پولیتخنیک کابل ارائه نموده بودند در حال حاضر بروی پایان‌نامه دکتری خود کار می‌نمایند.